# Zieverich
Zieverich – część miasta (Ortsteil) Bergheim, w Niemczech, w kraju związkowym Nadrenia Północna-Westfalia, oddzielona od centrum miasta rzeką Erft. W 2020 roku liczyła 4846 mieszkańców.

## Budowle
- Stacja kolejowa Zieverich,
- kościół Jezusa Chrystusa,
- Zievericher Mühle,
- pozostałości zamku.